# دینا انتال
دینا انتال (انگلیسی: Dana Antal؛ زادهٔ ۱۹ آوریل ۱۹۷۷) بازیکن هاکی روی یخ اهل کانادا است.